# Hardy Krüger Jr.
Hardy Krüger Jr. (ur. 9 maja 1968 w Lugano) – niemiecki aktor filmowy i telewizyjny, kaskader i fotograf, syn niemieckiego aktora Hardy’ego Krügera.

## Życiorys

### Dzieciństwo i pochodzenie
Krüger junior urodził się jako syn niemieckiego aktora Hardy Krüger i włoskiej malarki Francesca Marazzi w szwajcarskim Lugano. Wkrótce potem rodzina wyjechała do Tanzanii, gdzie jego ojciec kręcił film przygodowy Hatari! i zamieszkała na farmie, która służyła przedtem jako kulisy do tego filmu. Później mieszkali w Rzymie i Madrycie. Karierę szkolną atletyczny młodzieniec ze śląskimi korzeniami ukończył na międzynarodowej szkole w Niemczech, po dziesiątej klasie w wieku 16 lat postanowił zostać aktorem. Nie chcąc korzystać z protekcji ojca, musiał zacząć od zbierania pieniędzy na wyjazd do USA. Początkowo pracował jako pomocnik kuchenny i barman w berlińskim hotelu „Gehrhus” w dzielnicy Grunewald, później w Monachium jako trener fitnessu i barman.

### Kariera
Po trzech latach nauki aktorstwa na Lee Strasberg School of Acting w Los Angeles oraz intensywnym treningu kaskaderskim Hardy Krüger jr. miał kilka drobnych ról w filmach oraz w rozrywkowych formatach telewizyjnych w USA, utrzymywał się jednak z prac dorywczych w gastronomii.
W 1991 roku zdecydował się powrócić do Niemiec, gdzie debiutował przed kamerami TV w serialu Nicht von schlechten Eltern, emitowanego od 1992 na antenie ARD. Dzięki temu uzyskał później główną rolę w serialu młodzieżowym Gegen den Wind (1995), który cieszył się dużą popularnością. Status gwiazdora otworzył mu drogę do wielu niemieckich i międzynarodowych produkcji filmowych, m.in. Asterix i Obelix kontra Cezar (1999), w horrorze Dracula Rogera Younga (2002) czy w niemiecko-austriackim eposie historycznym Stauffenberg, który został wyróżniony jako najlepszy film telewizyjny 2004 roku.
Szczyt popularności Krüger jr. zdobył grając główną rolę bawarskiego leśniczego w serialu Forsthaus Falkenau emitowanego przez niemiecką stację ZDF w latach 2006-2013. Jednakże po zdjęciu serialu z anteny zwrócił swą uwagę znów ku teatrowi, ponieważ jego teatralne występy w latach 2004 i 2006 zostały wyróżnione przez gremia fachowe prestiżowymi nagrodami.
W październiku 2013 roku Hardy Krüger jr. miał swą pierwszą publiczną wystawę fotografii '„Perspektiven”' w Wertheim Village. Pozytywne echo oraz finansowy sukces tego przedsięwzięcia, którego owoce ofiarował ferajnowi „Mamazone e.V.” wspierającemu walkę z rakiem piersi, zachęciły artystę do kontynuowania prac w tej dziedzinie. W grudniu 2014 roku artysta miał następną wystawę fotograficzną w Falkensteiner Hotel w Wiedniu, a potem w Schladming i Velden zadedykowaną przede wszystkim dzieciom, które spotkał podczas swych prywatnych i służbowych podróży.
Obecnie aktor stoi na scenach niemieckich teatrów goszcząc ze sztukami Ziemlich beste Freunde oraz Das Boot. Obie są adaptacjami materiału popularnych filmów. Planowany jest też dłuższy angaż w hamburskiej serii Notruf Hafenkante, w której już raz zagrał.

### Zaangażowanie
Hardy Krüger jr. jest ambasadorem UNICEFu i angażuje się w walce przeciwko prostytucji dzieci, za co otrzymał nagrodę „Kind-Award 2006” nadawaną przez fundację „'Kinderlachen'”. Ponadto jest patronem akcji dobroczynnej „TukTuk-Tour” z Azji do Europy, buduje szkoły w Tanzanii oraz wspiera centrum rehabilitacyjne dla niewidomych w Nepalu.
Jako człowiek od dziecka związany z naturą, Krüger angażuje się dla ochrony przyrody przez różnego rodzaju projekty i inicjatywy; m.in. jest członkiem stowarzyszenia „Naturallianz” walczącego o utrzymanie różnorodności biologicznej. W 2010 roku aktor objął patronat nad festiwalem filmów przyrodniczych NaturVision odbywającego się co roku w Parku Narodowym Las Bawarski. A jako filmowego leśniczego z serialu „Forsthaus Falkenau” w 2013 roku bawarski Minister ds. Leśnictwa, Helmut Brunner (CSU), mianował go „Honorowym Leśniczym”.
Krüger jest również ambasadorem wytwórni soków Albi, która wspomaga go w propagowaniu zdrowego odżywiania się.

## Życie prywatne
Hardy Krüger jr. był dwa razy żonaty. Jego pierwszą żoną była Petra Zinata, z którą ma dwóch synów (Leon Daniel, ur. 1994, oraz Noah Ben, ur. 1999). W 2006 roku poznał austriacką malarkę Katrin Fehringer, której w następnym roku oświadczył się na scenie, a rok później poślubił. Z tego związku ma jedną adoptowaną z Tajlandii (w 2009 r.) córeczkę Vinas (ur. 2007) i jedną naturalną (Layla-Katharina, ur. 2012), podczas gdy wspólny syn (Paul Luca, ur. 2010) w wieku 8 miesięcy nagle zmarł w 2011 roku. W maju 2015 roku nastąpił jednak polubowny rozwód. Wspólnie z matkami dzieli prawa rodzicielskie, które na co dzień zajmują się wychowywaniem dzieci aktora.

## Filmografia

### Seriale
- 1992–1996: Nicht von schlechten Elternl; jako Pascal Neumann
- 1995–1999: Gegen den Wind; jako Sven Westermann
- 2007–2013: Forsthaus Falkenau; jako Stefan Leitner
- 2011–2012: Toni Costa – Komisarz na Ibizie; jako Toni Costa
- 2015: Notruf Hafenkante; jako dr David Lindberg

### Występy i filmy telewizyjne
- 1993: Der Showmaster; jako Thomas Hermann
- 1993 Liebe am Abgrund; jako dr Florian Vollmer
- 1996 Sexy Lissy – Papas bester Freund; jako Andreas Nabholz
- 1998 Zerschmetterte Träume – Eine Liebe in Fesseln, Drama, D jako Nick Tiedemann
- 1997: Das Traumschiff – Hawaii; jako Steve
- 1997: Küstenwache – Eriks Geheimnis; jako Lars
- 1998: SK Babies; jako Andreas
- 1999: Frauen, die Prosecco trinken; jako Jonas Schmidt
- 1999: Ich wünsch’ dir Liebe; jako Lucas
- 1999: Du gehörst mir! (Le Cocu magnifique); jako Petrus
- 2000: Contamiated man; jako manager
- 2000: Just the Beginning; jako freak
- 2001: Barbara Wood: Traumzeit; jako Erik Westbrook
- 2001: Bel Ami – Liebling der Frauen; jako Julius de Rooy
- 2001: Vortex jako Vincent Xzedden
- 2002: Dracula; jako Jonathan Harker
- 2002: Auch Erben will gelernt sein; jako Mike Riegler/Jack Farnberg
- 2002: Charlotte Link: Das Haus der Schwestern; jako Peter
- 2003: Je reste!; jako John
- 2004: Inga Lindström: Die Farm am Mälarsee; jako David Lilenberg
- 2004: Stauffenberg – Operation Valkyrie; jako Werner von Haeften
- 2004: Utta Danella: Das Familiengeheimnis; jako Jakob Goltz
- 2005: Die Schokoladenkönigin; jako Michael
- 2005: Im Tal der wilden Rosen – Verzicht aus Liebe; jako Jeremy
- 2006: Das Traumhotel – Seychellen; jako Wayne Carstens
- 2006: Plötzlich Opa; jako Patrick von Halen
- 2006: Robin Pilcher: Jenseits des Ozeans; jako David Inchelvie
- 2009: Lilly Schönauer – Paulas Traum; jako Lukas
- 2010: Wer zu lieben wagt; jako Martin
- 2011: Das Mädchen aus dem Regenwald; jako dr Max Carrasin
- 2012: Inga Lindström – Vier Frauen und die Liebe; jako Erik Vanning
- 2012: Das Traumhotel – Myanmar; jako Hendrik Felden
- 2013: Nur mit Euch!; jako Florian Fischer
- 2013: SOKO 5113 – Scheiß Schiri; jako Thomas Grimm
- 2013: SOKO Stuttgart – Rapunzel; jako Xaver Guthmann

## Filmy kinowe
- 1999: Asterix i Obelix kontra Cezar; jako Tragicomix
- 2000: Michał Strogow – kurier carski; jako Iwan Ogareff
- 2000: Nancy & Frank – A Manhattan Love Story; jako Fank Wagner
- 2002: Highway II – jako mechanik

## Teatr
- 2003–2004 Schmetterlinge sind frei; jako Don
- 2005−2006 Erdbeeren im Januar; jako Francois
- 2007–2008 Besuch bei Mr. Green; jako Ross Gardiner:
- 2014–2016 Ziemlich beste Freunde (Intouchables) jako Philippe[15][16]
- 2015–2016 Das Boot; jako kapitan